# Powiat oławski
Powiat oławski är ett politiskt och administrativt distrikt i Nedre Schlesiens vojvodskap i sydvästra Polen. Huvudort och största stad är Oława. Distriktet hade 75 793 invånare år 2013.

## Kommunindelning
Distriktet indelas i fyra kommuner, varav en stadskommun, en stads- och landskommun och två landskommuner.
| Stadskommun - Oławas stad Stads- och landskommun - Jelcz-Laskowice Landskommuner - Gmina Oława, Oławas landskommun - Domaniów | Kommunindelning |